# Hollywood Swinging
Hollywood Swinging è un singolo del 1974 del gruppo funk statunitense Kool & the Gang, estratto dall'album Wild and Peaceful.
Scritto da Robert "Kool" Bell, Ronald Bell, George M. Brown, Robert "Spike" Mickens, Claydes Charles Smith, Dennis R. Thomas e Rick A. Westfield, il brano è stato il primo singolo della band a raggiungere la posizione numero uno nelle classifiche R&B di Billboard nel giugno 1974. Ha inoltre raggiunto la sesta posizione della Billboard Hot 100.
Oltre ad essere stata campionata in numerose canzoni rap, una nuova versione di Hollywood Swinging è stata registrata dal gruppo acid jazz britannico Jamiroquai nel 1997. Inoltre, in un'intervista del 2015 il chitarrista Nile Rodgers ha dichiarato che Good Times degli Chic fu in parte ispirata al brano dei Kool & the Gang.